# ريتشارد إس. فورست
ريتشارد إس. فورست (بالإنجليزية: Richard S. Forrest)‏ (8 مايو 1932 في الولايات المتحدة - 14 مارس 2005)؛ روائي أمريكي.